# Unidades y comandos de las SS
Las unidades y los comandos de las Schutzstaffel eran esquemas organizativos utilizados por las SS para describir los muchos grupos, fuerzas y formaciones que existían dentro de las SS desde sus inicios en 1923 hasta la eventual caída de la Alemania nazi en 1945.
La nomenclatura de las unidades de las SS se puede dividir en varios tipos diferentes de organizaciones, principalmente los primeros títulos utilizados por las SS, los títulos de las unidades de las Allgemeine SS, los títulos de rangos militares utilizados por las Waffen-SS, los títulos de los mandos asociados con el Servicio de Seguridad de las SS y títulos de unidades especiales de las SS como los Einsatzgruppen.

## Primeros comandos de lasSS

### 1920 - 1925
De 1920 a 1925, se utilizaron los primeros títulos paramilitares para describir los diversos grupos que en algún momento se convertirían en las SS. Entre los más estaban:
- Saal-Schutz ("Seguridad de Sala"): formado a finales de 1920. Era una pequeña unidad de guardia permanente formada por voluntarios del NSDAP para proporcionar seguridad para las reuniones del Partido Nazi en Múnich. Se disolvió después de que Hitler fuera sentenciado a prisión en 1924.[1]
- Stabswache ("Guardia del Cuartel General"): usado por varias unidades de los Freikorps, y luego adoptado por el precursor de las SS.[2]
- Stosstrupp ("Tropas de Choque"): un remanente de la Primera Guerra Mundial, unidad de guardaespaldas temprana del incipiente Partido Nazi. Un precursor de los guardaespaldas de las SS dedicados a la protección de Hitler.[3]
- Schutzkommando ("Comando de Protección"): también un título de los Freikorps, este fue uno de los primeros nombres de las SS antes de que la unidad adoptara su nombre final de Schutzstaffel, y fuera reconocida oficialmente en noviembre de 1925.[4]

### 1925 - 1929
En septiembre de 1925, las entonces incipientes SS establecieron su primera estructura organizativa, utilizando los siguientes títulos:
- Oberleitung ("Liderazgo Superior"): este era el personal de la sede de las SS (entonces solo un mero batallón de los Sturmtruppen nazis) y tenía su sede en Múnich.
- SS-Gau ("Región SS"): había cinco Regiones SS establecidas en toda Alemania, encabezadas por un líder SS conocido como SS-Gauführer (Líder de la región).
- SS-Staffel ("Escuadrón SS"): era la unidad estándar de las primeras SS a finales de la década de 1920. Un SS-Staffel contenía una compañía de diez hombres, encabezados por un oficial conocido como SS-Staffelführer (este título se redujo rápidamente a simplemente SS-Führer).

### 1929 - 1931
En enero de 1929, después de que Heinrich Himmler asumiera el liderazgo de las SS, se eliminaron los antiguos esquemas organizativos y se crearon los siguientes términos:
- Oberstab ("Estado Mayor"): Este era el nombre del cuartel general de las SS, que estaba bajo el mando de Himmler en enero de 1929.[5]
- Abteilung ("Departamento"): El término Abteilung se utilizó para describir la forma más antigua de las Oficinas Principales de las SS y se consideraron oficinas subordinadas adjuntas al Oberstab. Las oficinas de las SS de 1929 abarcaban la administración, el personal, las finanzas, la seguridad y los asuntos raciales.
- SS-Oberführerbereiche ("Área de Liderazgo Superior"): en 1930, el antiguo SS-Gaus se había consolidado en tres áreas de liderazgo superior que abarcaban el este y el oeste de Alemania (incluidas las áreas del norte del país) y una región que abarcaba el sur de Alemania, que se consideraba la más importante ya que esta era la ubicación de las principales oficinas del Partido Nazi. Cada Oberführerbereich era liderado por un Oberführer.

### 1931 - 1933
En 1931, cuando la membresía de las SS comenzó a superar los 100.000, Himmler volvió a reorganizar las SS y creó estos nuevos títulos de mando:
- SS-Amt ("Oficina SS"): originalmente en 1931 había tres oficinas SS; la Oficina Principal (SS-Amt), la Oficina Racial (SS-Rasseamt) y la Oficina de Seguridad (Ic Dienst, que se convirtió en el Sicherheitsdienst en 1932).[6][7] En 1933, estas oficinas cambiarían de nombre al de Hauptamt, que seguiría siendo el nombre estándar de una oficina principal de las SS durante la existencia del grupo.[8]
- SS-Gruppen ("Grupos SS"): estos fueron los primeros comandos de división de lo que se convertiría en las Allgemeine SS. Originalmente se establecieron cinco Grupos SS: Norte, Sur, Este, Oeste y Sudoeste. Cada grupo SS estaba liderado por un Gruppenführer.
- SS-Brigaden ("Brigadas SS"): las Brigadas SS eran comandos intermedios entre los Grupos SS y los regimientos SS inferiores conocidos como Standarte. Cada Brigada SS era liderada por un Brigadeführer.

## Comandos de lasAllgemeine SS
El núcleo de las "SS General" eran las formaciones esparcidas por toda Alemania, divididas en varias formaciones del tamaño de una división y extendiéndose hacia abajo en formaciones de brigada, regimiento, batallón, compañía y escuadrón. La mayoría de estas formaciones eran "a tiempo parcial" y se reunían semanalmente o mensualmente sin paga. Las Allgemeine SS utilizaban nombres únicos para estas formaciones que eran diferentes de los términos militares estándar utilizados por los militares alemanes.
Inicialmente, las formaciones de las Allgemeine SS funcionaron estrictamente en Alemania y Austria, pero luego se formaron en países ocupados durante la Segunda Guerra Mundial. La mayoría de las veces, las unidades de las Allgemeine SS en los territorios ocupados eran "comandos sobre el papel", formados bajo la autoridad de un líder de las SS y de la policía (que serviría como un comandante dual) con el fin de dar a los oficiales superiores de las SS en los comandos de ocupación un puesto de mando dentro de las Allgemeine SS.
- SS-Oberabschnitt ("Sección Superior"): este comando a nivel de división era el principal distrito administrativo de las Allgemeine SS y el nivel de mando más alto en el orden de batalla de las Allgemeine SS. La primera Oberabschnitt se formó en 1934 a partir de los anteriores SS-Gruppen. Una Oberabschnitt generalmente estaba comandada por un Gruppenführer u Obergruppenführer. Una vez que comenzó la Segunda Guerra Mundial, los líderes de las Oberabschnitt solían servir simultáneamente como líderes de las SS y de la policía (en los países ocupados, este era siempre el caso).[9] El comandante de una Oberabschnitt era conocido por el título de "Führer" y era asistido por personal que típicamente comprendía departamentos que abarcaban entrenamiento, asuntos médicos, así como comandos especializados como batallones y unidades de ingenieros.[9]
- SS-Abschnitt ("Distrito SS"): los Abschnitt se formaron a principios de la década de 1930 a partir de las antiguas Brigadas SS. La función y el funcionamiento eran esencialmente los mismos que con las Oberabschnitt, pero las unidades generalmente estaban al mando de un SS-Brigadeführer u Oberführer. Los SS-Abschnitt se identificaban con números romanos, mientras que las Oberabschnitt recibieron nombres propios. Al igual que con los comandantes de las Oberabschnitt, una vez que comenzó la Segunda Guerra Mundial, muchos líderes de los Abschnitt se convirtieron en líderes correspondientes de las SS y Policía para sus áreas.[10]
- SS-Standarte ("Regimiento SS"): los Standarten eran la unidad principal de las Allgemeine SS, llamados así por el término de un "Estandarte de Regimiento", o bandera. Los Standarten estaban organizados en formaciones del tamaño de un regimiento, cada una con su propio número, pero también se les conocía por otros nombres, como la ubicación, un nombre popular o un título honorífico; generalmente miembros de las SS o del NSDAP asesinados antes de que los nazis llegaran al poder.[11] Por ejemplo, el 18.º SS-Standarte en Königsberg se llamó "Ostpreußen" mientras que el 6.º SS-Standarte de Berlín se llamó "Graham Kämmer".[12] Había 127 SS-Standarte.[13] El rango estándar para el líder de un Standarte era el de Standartenführer (Coronel).
- SS-Sturmbann ("Unidad SS"): Los Sturmbann eran formaciones del tamaño de un batallón dentro de un Standarte, generalmente tres o cuatro.[11] Estas unidades estaban al mando de un Sturmbannführer o un Obersturmbannführer.
- SS-Sturm ("Compañía SS"): el Sturm era la formación a nivel de compañía de las Allgemeine SS y la más típica en la que se asociaría un miembro promedio de las SS. Cada Sturmbann tenía de 3 a 5 de ellos.[11] Los comandantes de compañía generalmente tenían los rangos entre Untersturmführer y Hauptsturmführer.
- SS-Trupp ("Tropa SS"): las Tropas SS eran formaciones del tamaño de un pelotón.[11] Cada Sturm tenía de 3 a 4 de ellos. Eran comandados por un suboficial de las SS inicialmente conocido como Truppführer. Después de la noche de los cuchillos largos, las SS cambiaron el nombre de su estructura de rango y cada Trupp pasó bajo las órdenes de un Oberscharführer y Hauptscharführer.
- SS-Schar ("Escuadrón SS"): los Escuadrones SS eran formaciones de ocho a diez hombres que servían como unidad de reclutamiento principal dentro de cada Compañía SS. Había 3 para cada Trupp.[11] Estas unidades fueron comandadas por un SS-Scharführer con un asistente de líder de escuadrón calificado como Unterscharführer.
- SS-Rotte ("Sección SS"): Esta era la unidad más pequeña de las Allgemeine SS.[11] Por lo general, constaba de cuatro a cinco miembros de las SS. La Sección SS estaba comandada por un SS-Rottenführer y estaba formada por soldados de las SS que tenían el rango de Mann o Sturmmann.

### Unidades de caballería
Las Allgemeine SS también formaron varias unidades de caballería, que estaban destinadas principalmente a atraer a la nobleza alemana a las filas de las SS. Estas formaciones eran poco más que clubes de equitación y, al comienzo de la Segunda Guerra Mundial, la Caballería de las Allgemeine SS había dejado de existir en su mayoría, excepto por un puñado de miembros. Los nombres de los comandos de la Caballería de las Allgemeine SS se inspiraron en los de las formaciones regulares de las SS y estaban separados de los términos de caballería militar de las Waffen-SS.
- SS-Reiterabschnitt ("Distrito de Caballería SS"): modelado de la misma manera que los comandos SS-Abschnitt, solo existieron 9 unidades. Lideraban uno o más SS-Reiterstandarte y desaparecieron en 1936. A partir de entonces, las SS-Reiterstandarte estuvieron integradas en las SS-Oberabschnitt.[14]
- SS-Reiterstandarte ("Regimiento de Caballería SS"): Había veinticuatro regimientos de caballería establecidos por las Allgemeine SS.[15] Estas unidades llevaban una insignia especial con lanzas cruzadas. en comparación con el Standarte regular que mostraba un parche de unidad con un número.

## Comandos de lasWaffen-SS
Las Waffen-SS usaban títulos de unidades militares estándar del Ejército, en la siguiente jerarquía:
- Ejército: solo se establecieron dos ejércitos SS que contenían principalmente comandos subordinados del Heer.
- Cuerpo: Existían varios cuerpos de las SS; Estos cuerpos eran generalmente la unidad operativa más alta en las Waffen-SS.
- División: Había 38 divisiones completas establecidas en las Waffen-SS. Muchas divisiones de las SS de finales de la guerra nunca alcanzaron su fuerza completa, algunas no más grandes en realidad que un batallón.
- Brigadas: las brigadas de las SS se formaron de manera independiente al comienzo de la Segunda Guerra Mundial, y finalmente se fusionaron para crear divisiones.
- Regimientos: la unidad de combate principal de las Waffen-SS, normalmente comandada por un SS-Standartenführer.
- Batallones: subordinados a un regimiento y la primera de las unidades operativas de combate de "primera línea".
- Compañías: denominadas Kompanie.
- Pelotones: denominado Zug.
- Escuadrones: denominados Gruppen. Esto creó una anomalía en el sentido de que un líder de escuadrón de las Waffen-SS (generalmente un suboficial de menor rango) se llamaba Gruppenführer cuando este título también era un rango equivalente a un teniente general.
- Equipos: formaciones básicas de cinco a siete soldados.

## Mandos principales de lasSS
A mediados de la década de 1930, el liderazgo de las SS se había agrupado en dos importantes mandos superiores que durarían toda la Segunda Guerra Mundial. Los dos puestos más altos en las SS, además del Reichsführer-SS, eran los Jefes de Policía y SS y los comandantes de la Oficina principal de las SS.

### Jefe de Policía y SS
Artículo principal: SS- und Polizeiführer
Un puesto que en tiempos de guerra se le otorgó un poder considerable fue la de Jefe de Policía y SS. Esta posición lideraba cada unidad de las SS en un área geográfica determinada. Los SS- und Polizeiführer tenían control sobre los aparatos administrativos de las SS, los campos de concentración nazis, las fuerzas de seguridad y (a medida que avanzaba la Segunda Guerra Mundial) ciertas unidades de las Waffen-SS.
Había tres niveles dentro de la categoría de los SS- und Polizeiführer, siendo estos:
- Líder Supremo de la Policía y SS (Höchster SS- und Polizeiführer (HöSSPF)): estos líderes de la policía y SS tenían el mando de todas las unidades de las SS en un país conquistado. Solo se establecieron dos de estos mandos, uno en Ucrania y el otro en Italia.[18]
- Jefe Superior de la Policía y SS (Höherer SS- und Polizeiführer (HSSPF)): estos mandos tenían autoridad sobre una región, distrito o estado. Eran "de facto" iguales en poder dentro de Alemania a su "superior nominal", el Gauleiter regional del NSDAP.[19]
- Jefe de la Policía y SS (SS- und Polizeiführer (SSPF)): estos mandos de las SS estaban a cargo de ciudades específicas, generalmente importantes o significativas. Estaban subordinados al HSSPF.[16]

### Unidades de la Oficina Central
En 1942, todas las actividades de las SS se gestionaban a través de doce oficinas principales:
- Persönlicher Stab Reichsführer-SS Hauptamt (Oficina de Personal del Líder de las SS; HaPerStab)
- SS-Hauptamt (Oficina Principal de las SS; SS-HA)
- SS-Führungshauptamt (Oficina Central de Dirección de las SS; SS-FHA)
- Reichssicherheitshauptamt (Oficina Central de seguridad del Reich; RSHA)
- Ordnungspolizei Hauptamt (Oficina Central de la Policía del Orden; OrPo)
- Wirtschafts- und Verwaltungshauptamt (Oficina Económica y Administrativa Central de las SS; SS-WVHA)
- Hauptamt SS-Gericht (Oficina Central del Tribunal de las SS)
- SS-Rasse- und Siedlungshauptamt (Oficina de Raza y Asentamiento de las SS; RuSHA)
- SS-Personalhauptamt (Oficina Central de Personal de las SS)
- Hauptamt Volksdeutsche Mittelstelle (Centro de Coordinación para Alemanes Étnicos; VoMi)
- SS-Schulungsamt (Oficina de Educación de las SS)
- Hauptamt Reichskommissar für die Festigung Deutschen Volkstums (Comisionado del Reich para la Consolidación del Pueblo Alemán; RKFDV)

La jerarquía de mando en las oficinas principales era:
- Jefe de Administración (Chef): el jefe de una oficina principal fue referido por el título de Chef seguido del código de la oficina. Por ejemplo, Reinhard Heydrich era conocido por el título de Chef der Sicherheitspolizei und des SD (Jefe de la Policía de Seguridad y SD) o CSSD, mientras se desempeñaba como comandante general de la Oficina Central de Seguridad del Reich.[22]
- Jefe de Departamento (Amtschef): el título de Jefe de Departamento era el más utilizado por innumerables oficiales de las SS y también podría extenderse a los Jefes de Subdepartamento. Por ejemplo, Heinrich Müller era Jefe de Departamento de la RSHA "Amt IV" (Departamento 4): la Gestapo.[23] Adolf Eichmann era el comandante de (Referat IV B4) o Subdepartamento IV B4 que era el departamento interno de Asuntos Judíos de la Gestapo. Era conocido como Amtschef, RSHA (IV-B4) y era subordinado de Müller.[24]
- Jefe de Estado Mayor (Chef des Stabs): cada departamento tenía típicamente un jefe de Estado Mayor, conocido por el título de "Jefe de Estado Mayor" para evitar confusiones con el título de "Stabschef", que era un rango de los soldados de asalto nazis.

Por debajo del nivel de jefes de departamento existía una plétora de títulos administrativos y burocráticos para indicar puestos como jefes de departamento adjuntos, oficiales de personal y otras tareas administrativas dentro de las diversas oficinas principales.

## Unidades de la policía de seguridad
Las oficinas de la Gestapo en los principales pueblos y ciudades se conocían como Stapo-Leitstellen. Las ciudades más pequeñas y algunas aldeas mantenían oficinas más pequeñas de la Gestapo conocidas simplemente como Stapostellen. El Sicherheitsdienst se organizó de una manera diferente, agrupada en SD-Abschnitte con comandos SD-Unterabschnitte más pequeños (distritos y subdistritos SD). Tanto la Gestapo, el SD y la Kriminalpolizei organizada de manera similar fueron supervisadas por un oficial de policía de las SS conocido como Inspektor des Sicherheitspolizei und SD. En los territorios ocupados, este comandante era conocido con el título alternativo de Befehlshaber.

## Unidades de la calavera
Las SS-Totenkopfverbände mantuvieron una jerarquía de títulos dentro de los campos de concentración nazis, en el siguiente orden:
- Kommandant
- Lagerführer
- Rapportführer
- Blockführer

## Comandos especiales
Los Einsatzgruppen eran escuadrones de la muerte del tamaño de un regimiento que se subdividieron en Einsatzkommandos, que eran formaciones del tamaño de una compañía.